# 寺町停留場
寺町停留場（てらまちていりゅうじょう、寺町電停）は、広島県広島市中区にある広島電鉄横川線の停留場。駅番号はY01。
十日市町方面ホームは十日市町二丁目、横川駅方面ホームは寺町に位置する。

## 歴史
当停留場は横川線が開通した1917年（大正6年）に開業した。開業当時の停留場名は西ノ小路停留場（にしのこうじていりゅうじょう）で、これは横川線の軌道が西の小路と呼ばれる細街路と交差していたことに由来する。当時の横川線の軌道は道路から軌道敷が独立した専用軌道であり、雲石街道の西側に敷かれていた。停留場の北側の街道沿いには寺院が立ち並び、軌道はその裏手を抜けていたため、停留場名は1921年（大正10年）ころ寺町裏停留場（てらまちうらていりゅうじょう）へと改称された。専用軌道であった横川線はその後、都市計画道路の建設により1938年（昭和13年）に併用軌道化されている。
1945年（昭和20年）8月6日の原爆投下により横川線をはじめ広島電鉄の市内電車は全線が休止されるが、当停留場を含む十日市町 - 別院前間は同年末に運転を再開している。寺町停留場と改称されたのは1965年（昭和40年）のことである。なお、軌道が敷かれている電車通りは戦後の都市計画により拡幅されてかつての雲石街道より大規模な道となったほか、かつて西の小路と呼ばれた細街路も城南通りの一部となり広島市のメインストリートへと変貌している。

### 年表
- 1917年（大正6年）11月1日：横川線が開通、同時に西ノ小路停留場として開業[2]。
- 1921年（大正10年）以前：寺町裏停留場に改称[3]。
- 1945年（昭和20年）
  - 8月6日：原爆投下により休止[2]。
  - 12月26日：横川線の十日市町 - 別院前間が復旧[2]。
- 1965年（昭和40年）4月1日：寺町停留場に改称[2]。

## 停留場構造
横川線の軌道は道路上に敷かれた併用軌道であり、当停留場も道路上にホームが置かれている。ホームは低床式で2面あり、南北方向に伸びる2本の線路を挟み込むように配置されている。ただし互いのホーム位置は斜向かいに離れていて、北に横川駅方面へ向かう下りホーム、南に十日市町方面へ向かう上りホームがある。

### 運行系統
当停留場には広島電鉄で運行されている系統のうち、7号線と8号線が乗り入れている。
| 下りホーム | 8号線 · 8号線 | 横川駅ゆき     |                |
| 上りホーム | 7号線         | 広島港ゆき     | 広島港ゆき     |
| 上りホーム | 7号線         | 広電本社前ゆき | 広電本社前ゆき |
| 上りホーム | 8号線         | 江波ゆき       |                |

## 停留場周辺
付近はおおむね住宅街である。西にしばらく行くと天満川、東にしばらく行くと本川が流れる。北隣の別院前停留場まで東側一帯に寺院が立ち並ぶ。
南西には広瀬神社が鎮座する。
- 広島市立広瀬小学校
- 広瀬北町公園
- 広瀬町バス停 - 広島交通の路線や広電バスの北方面の郊外線・JRバス高陽線（バスセンター方面のみ）・大朝線・広島バス横川線が停車する。

## 隣の停留場
広島電鉄
横川線
十日市町停留場 (M11) - 寺町停留場 (Y01) - 別院前停留場 (Y02)
- 1942年までは十日市町停留場との間に広瀬神社停留場が存在していた。